# تئورو کورین
تئورو کورین (به اسپانیایی: T'uru Qurin) یک کوه در پرو است که در Peru, Junín Region واقع شده‌است. تئورو کورین ۴٬۲۰۰ متر بالاتر از سطح دریا واقع شده‌است.